# Владимиров, Николай Фёдорович
Николай Фёдорович Владимиров (19 декабря 1929 — 22 апреля 1981) — советский строитель, передовик производства, Герой Социалистического Труда, орденоносец.

## Биография
Родился 19 декабря 1929 года в Смоленской области. После окончания школы фабрично-заводского обучения (ФЗО) в 1949 году начал трудовую деятельность — в строительном управлении № 9 в городе Донской Тульской области. С 1961 года и до последних дней жизни работал в ПМК-380 треста «Ефремовхимстрой», где был бригадиром одной из лучших в Тульской области комплексных строительных бригад.
Избирался членом бюро Ефремовского горкома КПСС, депутатом Ефремовского городского Совета народных депутатов. В 1971 году удостоен звания Героя Социалистического Труда; был награждён двумя орденами Ленина, медалью «За преобразование Нечерноземья РСФСР».
Умер 22 апреля 1981 года.